# Andrea Daase
Andrea Daase (* 1972) ist Professorin für Deutsch als Zweitsprache/Deutsch als Fremdsprache an der Universität Bremen.

## Leben
Nach dem Diplomstudium (1993–2005) der Sozialpädagogik an der Fachhochschule Bielefeld, dem Magisterstudium (1996–2003) Deutsch als Fremdsprache, Spanien- und Lateinamerikastudien und Soziologie und der Promotion (2009–2016) im Fach Deutsch als Fremd- und Zweitsprache an der Universität Bielefeld bei Udo Ohm ist sie seit 2020 Universitätsprofessorin (W3) für Deutsch als Zweitsprache/Deutsch als Fremdsprache am Fachbereich 10: Sprach- und Literaturwissenschaften, Universität Bremen.
Ihre Schwerpunkte in Lehre und Forschung sind migrationsbedingte Mehrsprachigkeit und Deutsch als Zweitsprache im Kontext von Schule, Ausbildung und Beruf, berufsbezogene Sprachaneignung und -vermittlung, Sprach-/Registersensibler Fachunterricht, funktionale Grammatik in der fach- und berufsbezogenen L2-Vermittlung, soziokulturelle Theorien der (Zweit-)Sprachaneignung, rekonstruktiv-interpretative Zweitsprachaneignungsforschung, v. a. Sprachbiographien und Narrationsanalyse, Professionalisierung von Fachlehrkräften in Deutsch als Zweitsprache und kulturwissenschaftliche Forschungsperspektiven auf Zweitsprachaneignung.

## Schriften (Auswahl)
- mit Udo Ohm und Martin Mertens (Hrsg.): Interkulturelle und sprachliche Bildung im mehrsprachigen Übergang Schule-Beruf. Expertentagung unter dem Thema Mehrsprachigkeit und Sprachliche Bildung im Übergangsbereich. Münster 2017, ISBN 3-8309-2701-0.
- Zweitsprachsozialisation in den Beruf. Narrative Rekonstruktionen erwachsener Migrant*innen mit dem Ziel einer qualifizierten Arbeitsaufnahme. Münster 2018, ISBN 978-3-8309-3583-4.